# 月岡古墳
月岡古墳（つきのおかこふん、月ノ岡古墳）は、福岡県うきは市吉井町若宮にある古墳。形状は前方後円墳。若宮古墳群を構成する古墳の1つ。史跡指定はされていない。出土品は国の重要文化財に指定されている。

## 概要
| 古墳名   | 墳丘       | 墳丘 | 埋葬施設                      | 築造時期 | 史跡   | 備考               |
| -------- | ---------- | ---- | ----------------------------- | -------- | ------ | ------------------ |
| 月岡古墳 | 前方後円墳 | 95m  | 竪穴式石室ほか （長持形石棺） | 5c中     | なし   | 出土品は重要文化財 |
| 塚堂古墳 | 前方後円墳 | 91m  | 横穴式石室2基                 | 5c後半   | なし   |                    |
| 日岡古墳 | 前方後円墳 | 74m  | 横穴式石室                    | 6c初頭   | 国史跡 | 装飾古墳           |

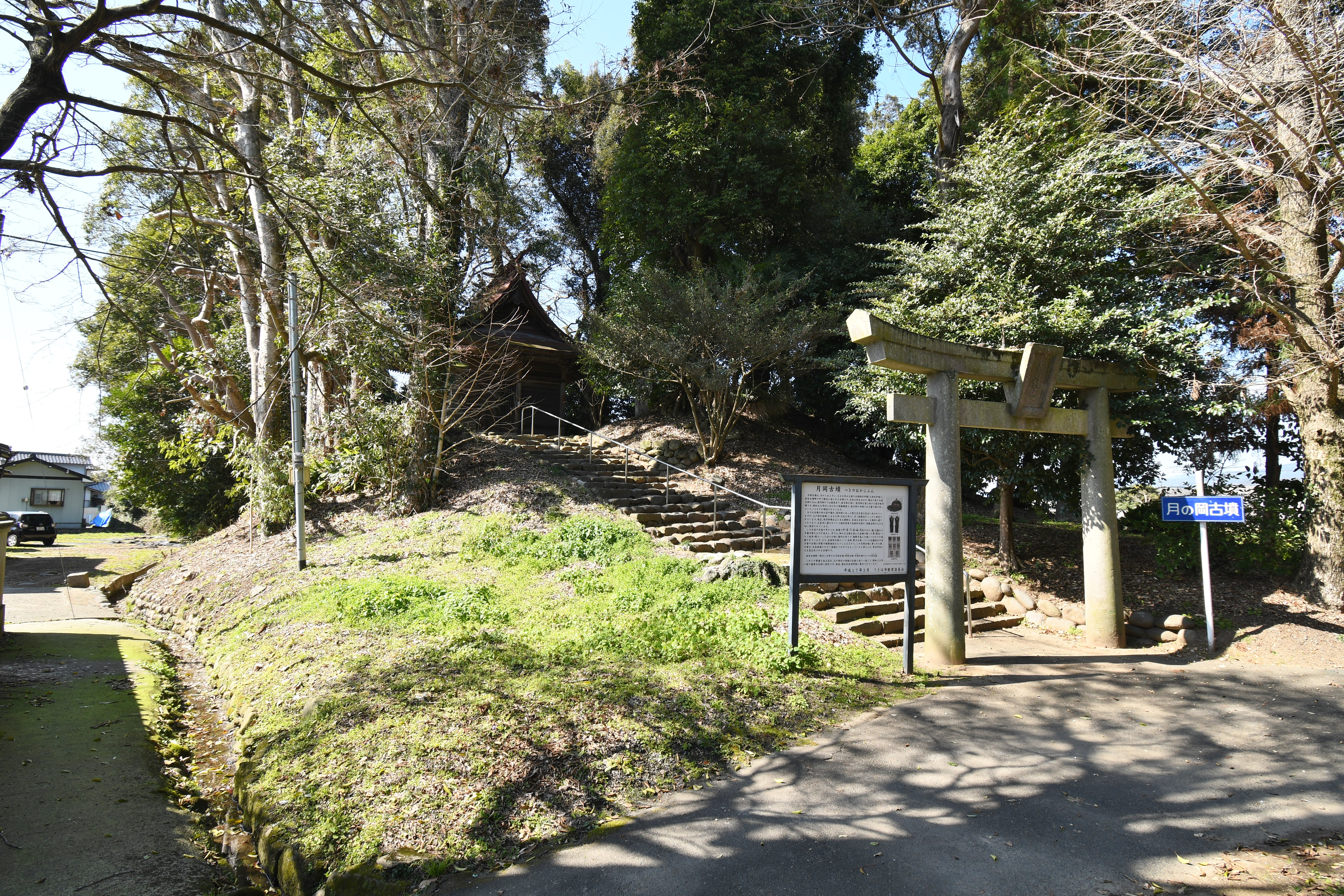
後円部墳丘

福岡県南部、筑後川南岸の台地上に築造された古墳である。塚堂古墳・日岡古墳とともに若宮古墳群を形成する。現在は若宮八幡宮の境内に所在し、墳頂には社殿（石棺覆屋）が建てられ、墳丘南側は宅地化で改変されている。江戸時代後期に石室が発掘されて副葬品が出土し、1985年（昭和60年）に発掘調査が実施されている。
墳形は前方後円形で、墳丘主軸を東西方向として、前方部を西方向に向ける。墳丘長は80メートルを測り、墳丘最下段の基壇状テラスを含めると95メートルになる。墳丘外表では形象埴輪（人物・家形・水鳥形・蓋形・甲形埴輪など）が検出されている。墳丘周囲には三重の周濠が巡らされ、内側の濠は水をたたえたとみられる。埋葬施設は竪穴式石室で、内部に阿蘇溶結凝灰岩製の長持形石棺を据えた。石室は現在失われているため詳らかでないが、石棺の内面には朱が塗布されている。江戸時代の発掘では、金銅装眉庇付冑をはじめとして銅鏡・装身具・短甲・馬具など多数の副葬品が出土している。特に甲冑は8セットが認められ、黒姫山古墳（大阪府）の24セット、野中古墳（大阪府）の11セットに次ぐ甲冑大量副葬の事例として注目される。なお、昭和60年の調査で前方部・くびれ部にもそれぞれ埋葬施設が確認されているが、未調査のため詳らかでない。
築造時期は、古墳時代中期の5世紀中葉頃と推定される。若宮古墳群では、塚堂古墳・日岡古墳に先行して最初に築造された首長墓である。長持形石棺の使用例は九州ではほとんどなく畿内でも有力者に限られ、甲冑の大量副葬の様相も考え合わせ、朝鮮半島との交流を見据えた要衝において畿内ヤマト王権と強い結びつきを持った武人的性格の被葬者像が指摘される。特に「うきは（生葉/浮羽）」の地名から、ヤマト王権内で軍事を司り朝鮮半島外交に従事したとされる的臣（いくはのおみ、的氏）一族を被葬者に推測する説が挙げられている。
出土品は1961年（昭和36年）に国の重要文化財に指定されている。現在では石棺は後円部墳頂の社殿（覆屋）内で神体として祀られる形で保存され、毎月第3土曜日の古墳見学時に公開されている。

## 遺跡歴
- 文化2年（1805年）、若宮八幡宮宮司の安元大炊による竪穴式石室の発掘。副葬品の出土（「月岡所獲古器図」に記録、現在は吉井歴史民俗資料館保管）[4]。
- 嘉永6年（1853年）の矢野一貞『筑後将士軍談』に出土品の図示[2]。
- 1925年（大正14年）刊行の『史蹟名勝天然紀念物調査報告書』第1輯で報告。
- 1961年（昭和36年）2月17日、出土品が国の重要文化財に指定[6]。
- 1985年（昭和60年）、発掘調査。三重周濠を確認（吉井町教育委員会、1989年に報告）。

## 墳丘
墳丘の規模は次の通り。
- 墳丘長：80メートル - 墳丘最下段の基壇状テラスを含めた場合は95メートル。
- 後円部 高さ：7メートル
- 前方部 高さ：6メートル

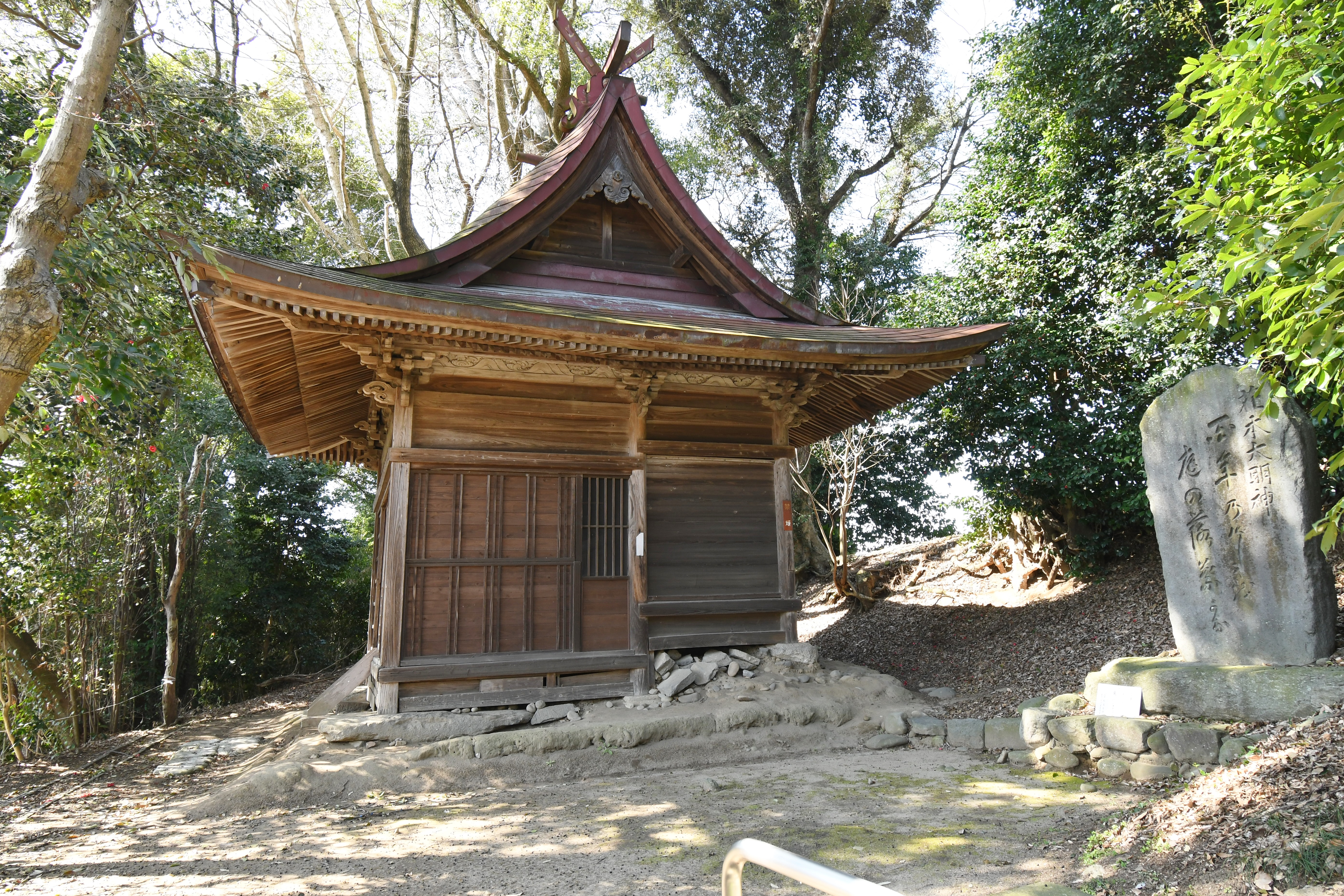
後円部墳頂の石棺覆屋
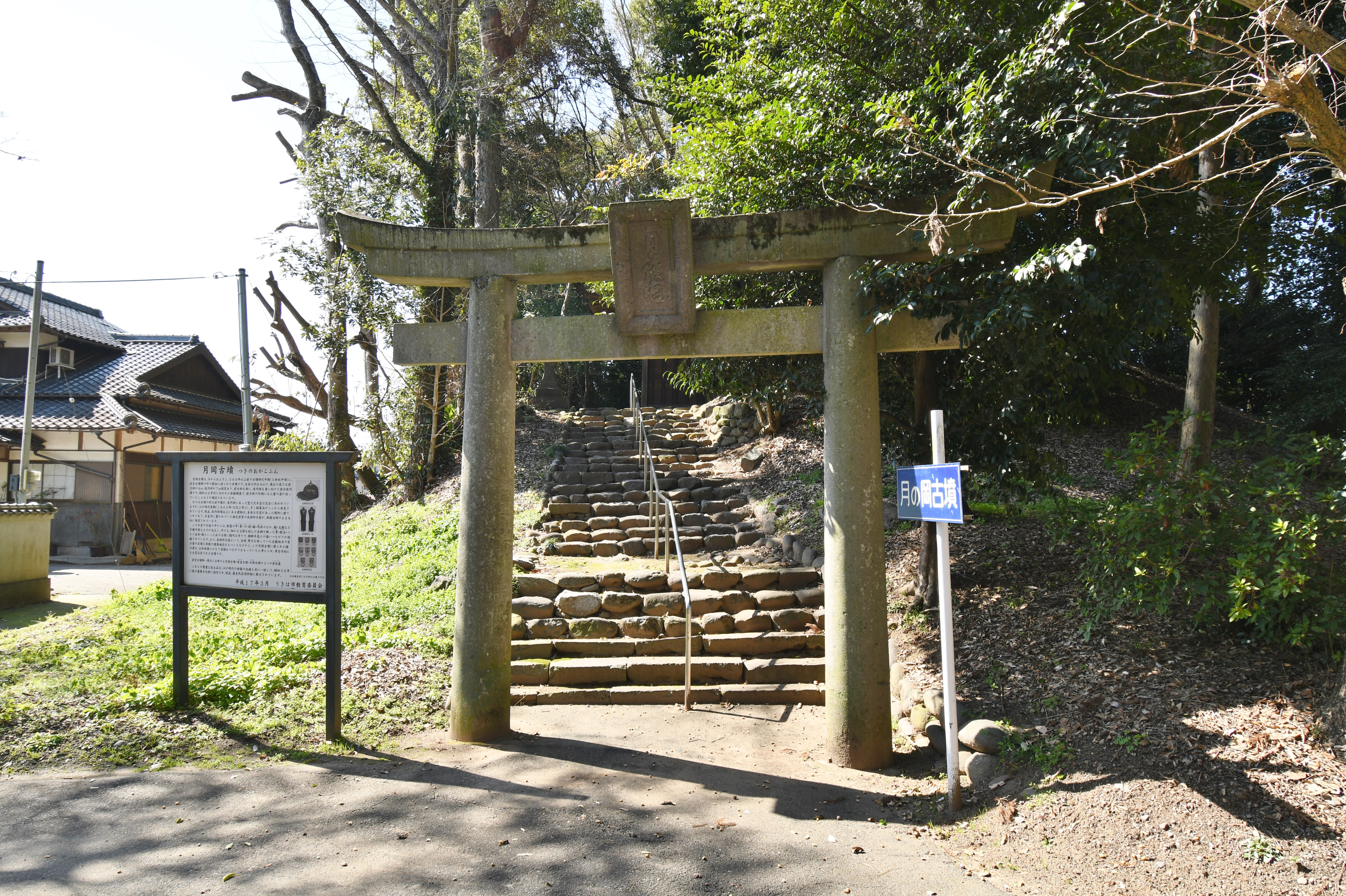
後円部墳丘入り口

## 文化財

### 重要文化財（国指定）

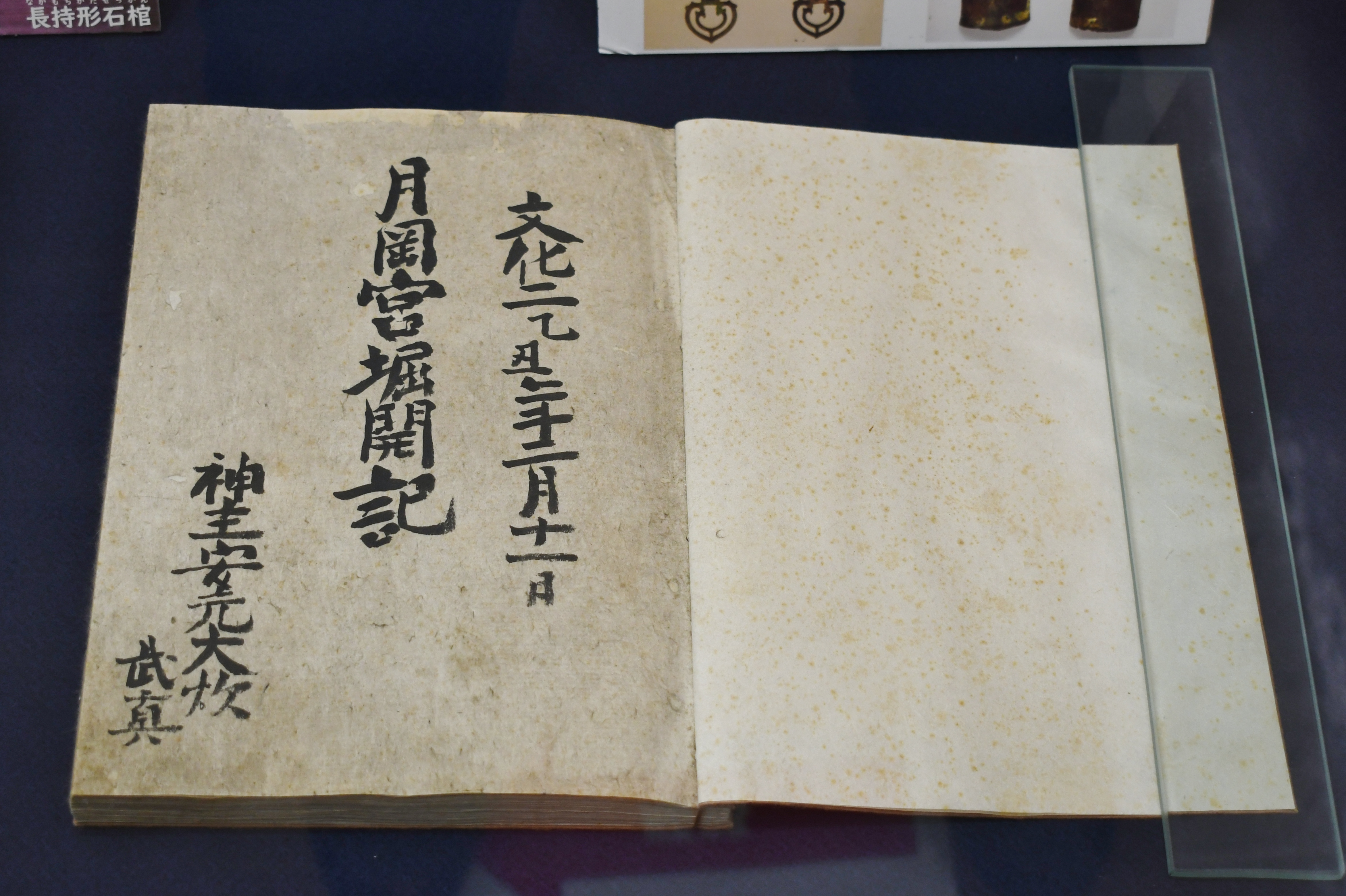
月岡宮掘開記吉井歴史民俗資料館展示。

- 筑後国浮羽郡月岡古墳出土品（考古資料） - 明細は以下。所有者は八幡神社、吉井歴史民俗資料館保管。1961年（昭和36年）2月17日指定[6]。
  - 金銅装眉庇付鉄冑 1頭
  - 金銅装臑当形鉄製品 一括
  - 金銅帯金具残闕 一括
  - 金銅胡簶残闕 1具分
  - 銅鏡 4面
  - 埴輪家残闕 1箇分
  - 附 発掘関係書類 1冊

## 関連施設
- 吉井歴史民俗資料館（うきは市吉井町） - 月岡古墳の出土品を保管・展示。

## 関連文献
（記事執筆に使用していない関連文献）
- 「日ノ岡、月ノ岡古墳」『史蹟名勝天然紀念物調査報告書』 第1輯、福岡県、1925年。 - リンクは奈良文化財研究所「全国遺跡報告総覧」。
- 『吉井町誌』 第1巻、吉井町、1977年。
- 『月岡古墳 国指定重要文化財出土図録』吉井町教育委員会、1989年。
- 『若宮古墳群1 -月岡古墳・塚堂古墳・日岡古墳-』吉井町教育委員会〈吉井町文化財調査報告書第4集〉、1989年。
- 『若宮古墳群3 -月岡古墳-』吉井町教育委員会〈吉井町文化財調査報告書第19集〉、2005年。